# يونيريا
يونيريا هي قرية تقع في إقليم ألبا في رومانيا.

## السكان

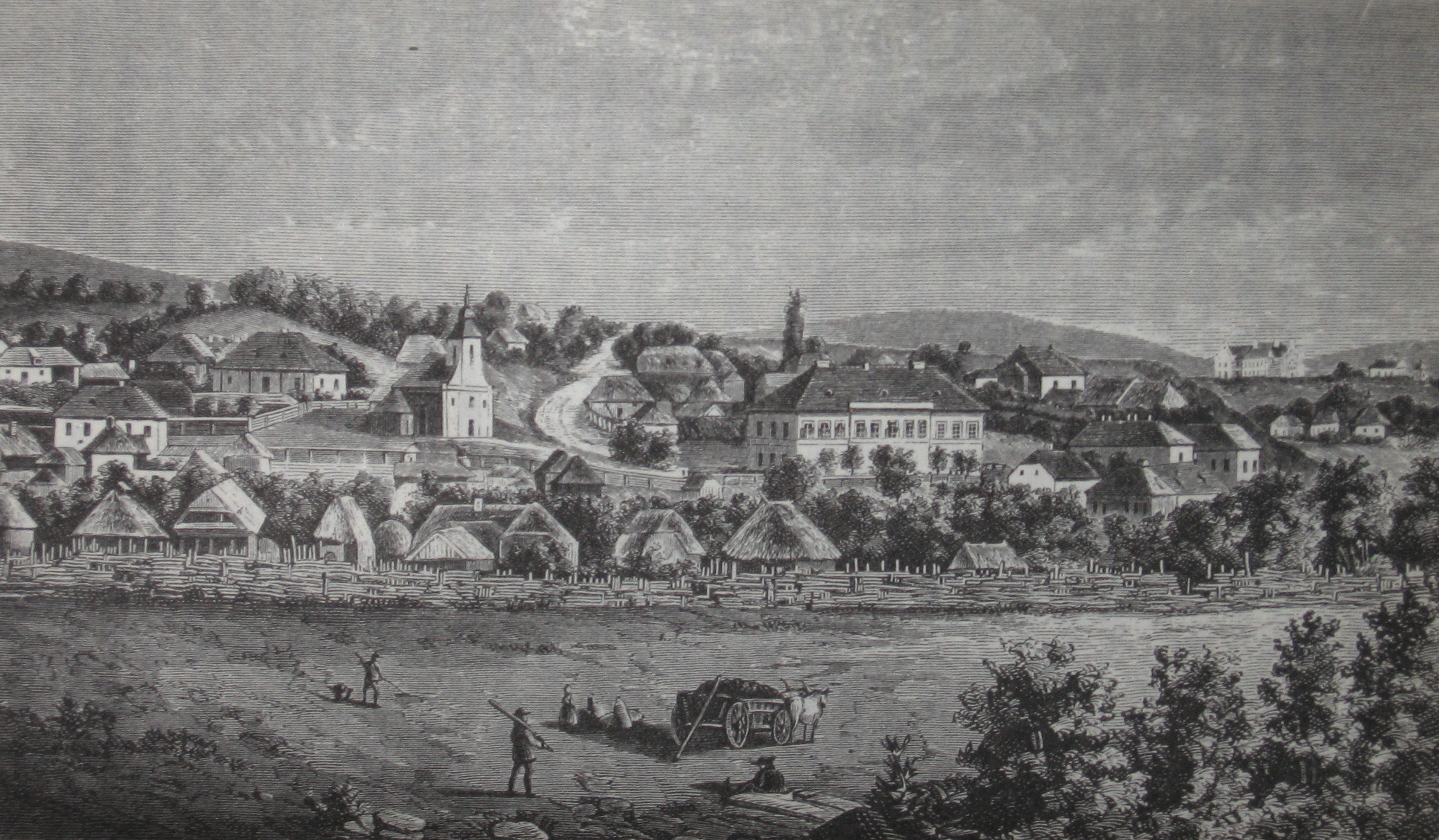
يونيريا

حسب إحصائيات 2002 بلغ عدد سكان القرية 5,808 نسمة.

## معرض صور

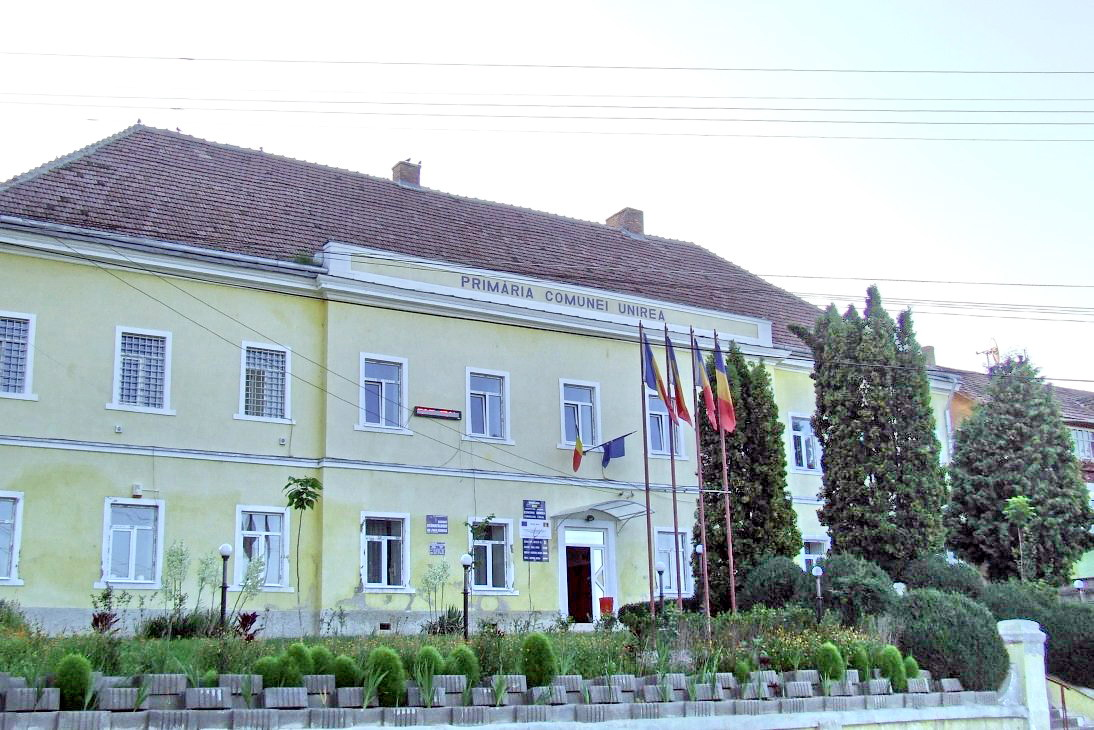
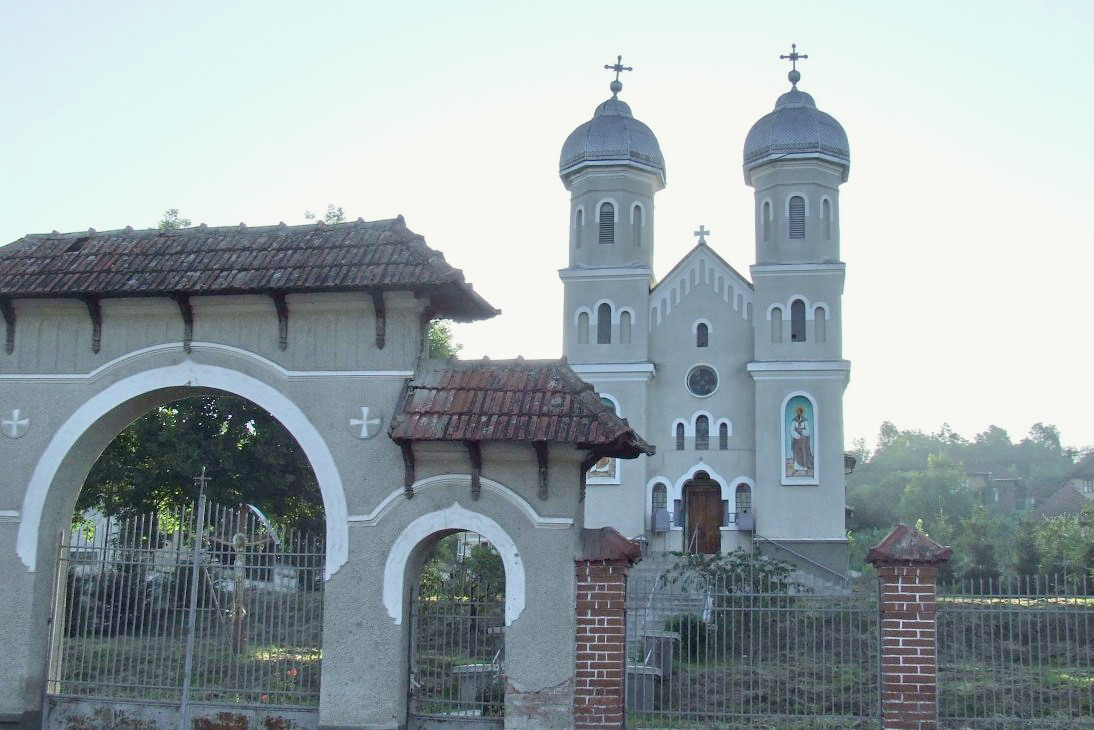
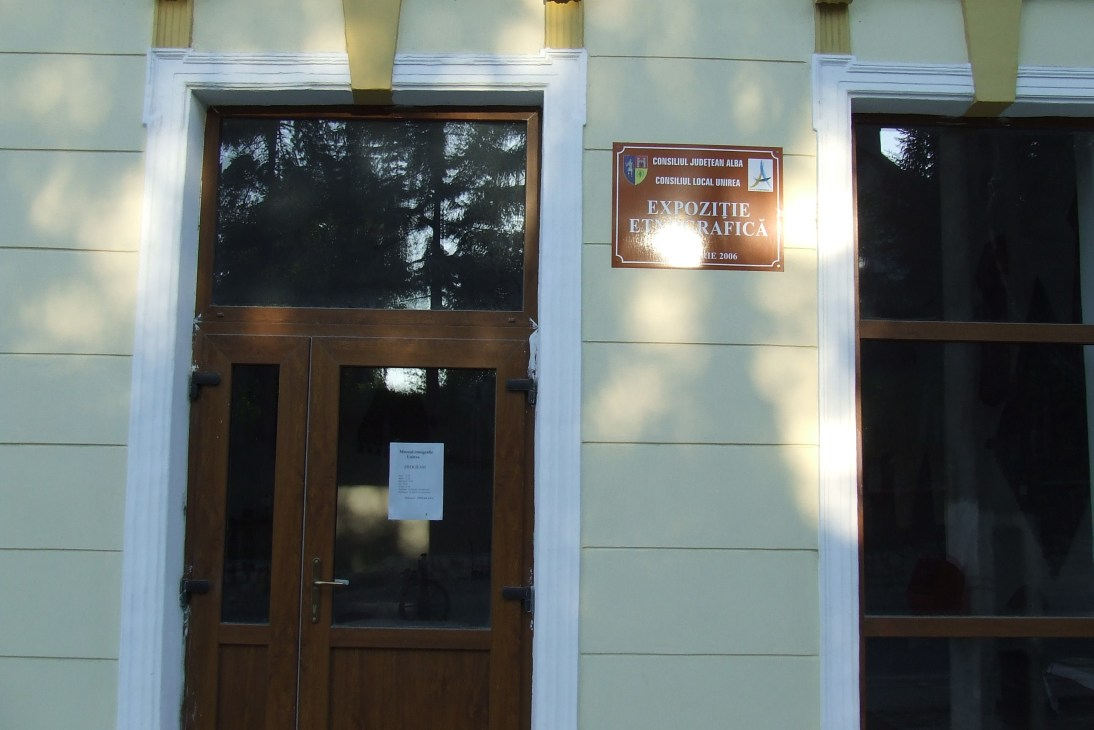